# Todd Grisham
Todd Grisham (9 de gener de 1976), és un anunciador de lluitadors estatunidenc, que treballa a la marca de SmackDown! de l'empresa World Wrestling Entertainment (WWE) des del 2004.